# Apostolisches Vikariat Ñuflo de Chávez
Das Apostolische Vikariat Ñuflo de Chávez (lat.: Vicariatus Apostolicus Niuflensis) ist ein in Bolivien gelegenes römisch-katholisches Apostolisches Vikariat mit Sitz in Concepción (Santa Cruz).

## Geschichte
Das Apostolische Vikariat Ñuflo de Chávez wurde am 13. Dezember 1951 durch Papst Pius XII. mit der Apostolischen Konstitution Ne Sacri Pastores aus Gebietsabtretungen des Apostolischen Vikariats Chiquitos errichtet.

## Apostolische Vikare
- Georg Kilian Pflaum, OFM, 16. November 1953–18. September 1971
- Antonio Eduardo Bösl OFM, 18. Dezember 1972–13. Oktober 2000
- Bonifacio Antonio Reimann Panic OFM, 31. Oktober 2001

## Weblinks

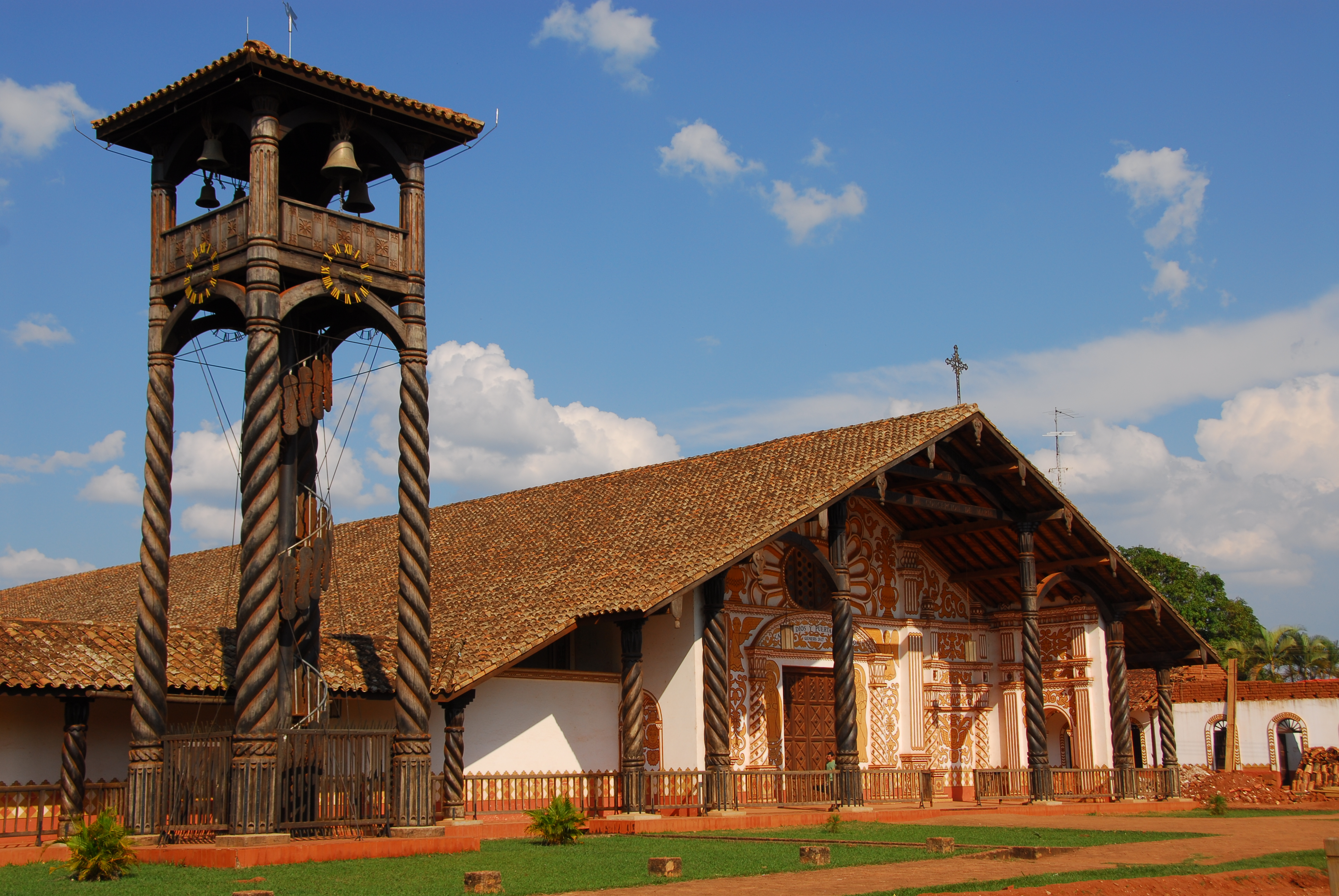
Catedral de la Inmaculada Concepción